# Severed Heads
Severed Heads war eine australische Band. Ihr Musikstil umfasste Industrial, Synthpop, Post-Punk, Electronica und Dance.

## Bandgeschichte
Gegründet wurde die Band 1979 in Sydney. Vorher war sie unter dem Namen Mr. and Mrs. No Smoking Sign (auch Mr And Mrs No Smokin' Sign) bekannt und war bereits ab 1977 aktiv. Die Originalbesetzung der Severed Heads bestand aus Richard Fielding und Andrew Wright, kurze Zeit später stieß Tom Ellard hinzu. In den folgenden Jahrzehnten änderte sich öfters die Besetzung. Die Band löste sich 2007 auf, wurde 2010 neu gegründet und blieb bis 2013 bestehen. Im September 2015 wurde sie mit der Besetzung aus Tom Ellard und Stewart Lawler erneut ins Leben gerufen. Im September 2019 gaben sie nach einer Abschiedstour für ihre Fans in ausgewählten Städten in Europa und Nordamerika ihre finale Bandauflösung bekannt. Sie spielten ihre letzte Show am 9. September 2019 im Metro in Chicago. Es erschienen in den Folgejahren einige Kompilationen.

## Diskografie

### Alben
- 1980: Ear Bitten (Terse Tapes, Wrong)
- 1980: Side 2 (Terse Tapes)
- 1981: Clean (Terse Tapes)
- 1981: Side 3 (Terse Tapes)
- 1981: Live 1980/81 (Terse Tapes)
- 1982: Blubberknife (Terse Tapes)
- 1982: 80's Cheesecake (Terse Tapes)
- 1983: Since the Accident (Terse Tapes, Red Flame, Ink, Virgin)
- 1985: City Slab Horror (Ink)
- 1985: Clifford Darling, Please Don't Live In The Past (Ink)
- 1986: Come Visit the Big Bigot (Nettwerk)
- 1986: The Big Bigot (Ink, Volition)
- 1987: Bad Mood Guy (Nettwerk, Nettwerk, Volition)
- 1988: The Singles (Ink)
- 1989: Rotund for Success (Nettwerk, Volition)
- 1991: Cuisine (With Piscatorial) (Nettwerk, Volition)
- 1994: Gigapus (Volition)
- 1998: Haul Ass (Sevcom)
- 1998: Contoured Stimulation (Music Server Lite) (Sevcom)
- 1999: Airconditioning Your Productivity (Music Server Lite) (Sevcom)
- 2001: Gashing and Kato (Sevcom)
- 2002: Cubicle Broadcasts (Music Server Lite V.1) (Sevcom)
- 2002: Op (Sevcom)
- 2003: Controlling Time (Sevcom)
- 2004: Op 1.2 (Sevcom)
- 2004: Over Barbara Island (Sevcom)
- 2005: Op 2.0 (Sevcom)
- 2005: Op 2.5 (Millennium Cheesecake) (Sevcom)
- 2006: Under Gail Succubus (Sevcom)
- 2007: Op 3 (Sevcom)
- 2011: Op (chOPped) (Sevcom)
- 2014: Rhine - Tom Ellard (Sevcom)
- 2017: Donut (Sevcom)
- 2018: Aversion 2 (Sevcom)
- 2018: Publicist (Sevcom)
- 2019: Living Museum (Sevcom)

### Video-Alben
Veröffentlicht auf VHS, DVD und BluRay.
- 1987: If I've Told You Once, I've Told You a Thousand Times (Volition)
- 1987: Kato Gets the Girl (Ikon & Volition)
- 1987: Severed Heads (Ikon)
- 1990: Overhead (Nettwerk)
- 2003: The Robot Peepshow (Sevcom)
- 2004: Paleolithic (1982-1994) (Sevcom)
- 2005: The Robot Peepshow 2 (Sevcom)
- 2008: Showbag (Sevcom)
- 2010: Showbag HD (Sevcom)

### Soundtracks
- 2005: The Illustrated Family Doctor Soundtrack (Mana Soundtracks)

### EPs
- 1984: Stretcher EP (Ink)
- 1986: Gashing The Old Mae West (Ink)
- 1991: Twister + Retread (Nettwerk)
- 2011: Haul Ass Professional (Sevcom)
- 2015: Big Saints Reward EP (Optimo Trax)

### Kompilationen
- 1981: Media Jingles (Conventional Tapes)
- 1985: Clifford Darling, Please Don't Live In The Past (Ink)
- 1985: Stretcher (Volition)
- 1988: Bulkhead (Volition/Nettwerk)
- 1991: Retread (Volition/Nettwerk)
- 1994: Trance Techno (Cultdep)
- 1996: Severything V.1 (Sevcom)
- 1998: Severything V.2.0.2 (Sevcom)
- 1999: Ear Bitten 79-99 (Sevcom)
- 2001: Twister + Retread (Sevcom)
- 2006: Viva Heads! (LTM)
- 2007: ComMerz (LTM)
- 2008: Adenoids 1977-1985 (Vinyl on Demand)
- 2015: Better Dead Than Head (Sevcom)
- 2020: Clifford 2000 (Medical Records LLC)
- 2021: Focus. A Mid-life Crisis Compilation. (Sevcom)
- 2021: Dead Eyes Opened 94 ++ (Sevcom)

### Singles
- 1984: Dead Eyes Opened (Virgin)
- 1985: Goodbye Tonsils (Ink)
- 1985: Petrol (Normal)
- 1986: Twenty Deadly Diseases (Nettwerk)
- 1986: Propeller (Ink)
- 1987: Hot With Fleas (Nettwerk)
- 1988: Greater Reward (Nettwerk)
- 1989: All Saint's Day (Volition)
- 1990: Big Car (Volition)
- 1992: Twister (Volition)
- 1995: Heart of the Party (Volition)
- 2015: Lamborghini / Petrol (Dark Entries)
- 2016: Beautiful Arabic Surface (Bughlt Records, Sevcom)